# Cannonball Carmody
Cannonball Carmody is een Amerikaanse stripreeks die begonnen is in 1984 met Leonard Starr als schrijver en tekenaar.

## Synopsis
de criminelen Frank-Otto "Cannonball" Carmody en z'n "partner in crime" Mousey Boggan worden voorwaardelijk uit de gevangenis vrijgelaten, mits ze zich laten inlijven als "geheim agenten" bij de organisatie van de geheimzinnige Obulus. Hun eerste opdracht bestaat erin een apparaat genaamd "Men-Tel" op te sporen en daarbij de rivaliserende organisatie "Oktobra" te slim af te zijn.
Van de strip verscheen in het Nederlands slechts het eerste deel als nummer 10 binnen de "Collectie Kaleidoscoop". Wel verscheen er nog een kortverhaal "Geen wapen voor Carmody" in "Super Kuifje Stuntwerk", het 6de deel van de "Super Kuifje" reeks. Hierin wordt Carmody nagezeten door een huurmoordenaar en komt ook zijn afkeer tegen vuurwapens aan bod. Blijkt echter wel dat hij zonder verpinken zesmaal achter elkaar in de roos kan schieten met een revolver.

## Albums
| Nummer | Titel              | Uitgever   | Schrijver     | Tekenaar      |
| ------ | ------------------ | ---------- | ------------- | ------------- |
| 1      | Operatie 'Men-Tel' | Le Lombard | Leonard Starr | Leonard Starr |